# Mika Tosca
Mika Tosca es una científica del clima estadounidense. Su investigación se centra en las formas en que el arte y el diseño pueden impactar la comunicación sobre la ciencia climática para abordar de manera más efectiva el cambio climático. Tosca también contribuye a la comunicación científica, incluso a través de iniciativas de ciencia y arte, y es una defensora de las personas trans en STEM, el mundo académico y los medios de comunicación.

## Educación
En 2006, Tosca obtuvo una licenciatura en Matemáticas y Estadística de la Universidad de Connecticut. En 2008, recibió la Beca de Graduados en Tierra y Espacio de la NASA (NESSF). Mientras completaba la beca, Tosca obtuvo una maestría en Ciencias del sistema Tierra de la Universidad de California en Irvine (UCI). Luego completó un doctorado en Ciencias del Sistema Terrestre en la UCI con Charlie Zender y James Randerson en 2012. La beca financió la investigación que Tosca realizó durante sus programas de maestría y doctorado. La NASA también financió su investigación postdoctoral.

## Carrera e investigación
Durante su programa de doctorado, Tosca investigó cómo el sistema climático está interconectado con los incendios forestales y estudió las emisiones de aerosoles utilizando modelos del sistema Tierra. Como becaria postdoctoral, continuó este trabajo en el Jet Propulsion Laboratory, un laboratorio de investigación afiliado a la NASA, en colaboración con David Diner. En la NASA, investigó cómo interactúan el clima, las nubes y los incendios forestales mediante sensores satelitales. Su investigación con la NASA la llevó a Namibia en 2016, donde observó la relación entre el humo de los incendios forestales y la formación de nubes como parte de la campaña de campo ORACLES de la NASA.
En 2017, se unió al cuerpo docente de la Escuela del Instituto de Arte de Chicago (SAIC) como profesora asistente. Un perfil de Tosca de PBS de 2019 describe cómo después de seis años en el Laboratorio de Propulsión a Chorro de la NASA, dejó el puesto de profesora en SAIC, después de estar «convencida de que los artistas podrían ayudar a los científicos a comunicar mejor al público la gravedad de la amenaza del cambio climático que el mundo se enfrenta». Un informe de Medill Reports de 2019 sobre Tosca describe su preocupación por el hecho de que los científicos a menudo no crean conocimiento para el público en general, y su creencia de que los artistas y los científicos pueden trabajar juntos para mejorar la comunicación científica. En SAIC, investigó la conexión entre el arte y la ciencia, trabajando con artistas y diseñadores para investigar la efectividad de la comunicación científica y las cuestiones contemporáneas de la ciencia climática.
En octubre de 2023, después de que comenzase la guerra en Gaza, Tosca publicó lo que la Agencia Telegráfica Judía describió como «duros sentimientos antiisraelíes» en Instagram. Al día siguiente, Tosca se disculpó por los comentarios y el presidente de SAIC escribió que la escuela «rechaza opiniones tan odiosas». En enero de 2024 ya no era empleada de SAIC.

## Comunicación y divulgación científica
Tosca aboga por una mayor conciencia pública sobre el cambio climático. En 2017, habló con Inman News sobre el impacto del cambio climático en la industria inmobiliaria y lo que las personas pueden hacer para ayudar. En 2019, habló con AGU TV ( Unión Geofísica Estadounidense ) sobre los efectos ambientales de las emisiones de los incendios forestales.
Además, aboga por cómo la intersección entre las cuestiones ambientales, feministas y queer contemporáneas se relaciona con la defensa de la crisis climática. Un perfil de Tosca en el periódico estudiantil independiente Epigram de la Universidad de Bristol la describe identificando un "paralelo interesante" cuando escribe: «Hace cincuenta años... las personas queer comenzaron una revolución que exigía que seamos respetadas como iguales, tanto en la vida como en la ley, y esa revolución ha resultado en un enorme progreso para las personas LGBT+ en todas partes» y cuando Tosca luego defiende que ahora hay «otra oportunidad para que seamos verdaderamente revolucionarios». El Windy City Times citó a Tosca discutiendo "importantes paralelos entre la crisis existencial que enfrenta el planeta y la crisis existencial que enfrenta muchas personas transgénero a medida que comenzamos a considerar y reconocer nuestro propio género".
En 2021, fue nombrada una de las 50 Grist, por su trabajo para promover la colaboración entre científicos y artistas.

## Defensa de las personas trans
Cuando surgió el problema en la comunidad científica sobre cómo responderían las revistas científicas a los investigadores que habían hecho la transición de género y cambiado su nombre, el editor en jefe de Cell, John Pham, contactó a Tosca para conocer su opinión, a pesar de que el problema no la ha afectado debido a que las publicaciones previas a la transición solo usan sus iniciales, que coinciden con sus iniciales actuales; Tosca dijo a The Scientist : "Lo más importante que [las revistas] pueden hacer con respecto a las personas trans es permitirles cambiar sus nombres sin un proceso engorroso".
Tosca ha aparecido en los medios de comunicación como defensora de la comunidad trans y sus asuntos. En 2018, después de que más de 1600 científicos firmaran una carta abierta oponiéndose a los planes de la administración Trump de una definición legal de género, Tosca habló con Buzzfeed News y declaró: "Como mujer trans y como científica, es inherentemente un ataque a mi humanidad, mi capacidad de existir en el mundo y de navegar con seguridad ciertos espacios", y "era realmente importante que reuniéramos a tantos científicos como pudiéramos para decir eso para que los propios científicos no fueran cómplices en la promoción de este esfuerzo no científico totalmente defectuoso". En 2019, habló con The Chicago Tribune sobre una decisión de la Corte Suprema de los Estados Unidos que confirmó por poco una política de la administración Trump sobre las personas transgénero en el ejército, y declaró que "es importante que las personas trans puedan participar como ciudadanos plenos".

## Obras seleccionadas
En 2017, el trabajo de Tosca con el espectrorradiómetro de imágenes multiángulo (MISR) fue presentado por el Laboratorio de Propulsión a Chorro de la NASA.

## Vida personal
Tosca dijo al Chicago Reader en 2018 que la película Ferngully influyó en su decisión de convertirse en científica climática y ambiental, afirmando: «La protagonista es un hada y, aunque me asignaron un hombre al nacer, siempre me imaginé como ella, luchando contra las corporaciones y siendo una chica ruda».